# 171 TCN
Năm 171 TCN là một năm trong lịch Julius. 